# Massimo Corevi
Massimo Corevi (...) è uno scenografo italiano.

## Biografia
Durante la sua carriera di quasi 15 anni, Massimo Corevi ha collaborato con vari registi italiani, tra gli altri Sergio Martino, Castellano e Pipolo e Tonino Valerii.

## Filmografia
- Operazione Kappa: sparate a vista, regia di Luigi Petrini (1977)
- Ring, regia di Luigi Petrini (1977)
- L'allenatore nel pallone, regia di Sergio Martino (1984)
- Mezzo destro mezzo sinistro - 2 calciatori senza pallone, regia di Sergio Martino (1985)
- Il burbero, regia di Castellano e Pipolo (1986)
- La seconda notte, regia di Nino Bizzarri (1986)
- La sporca insegna del coraggio, regia di Tonino Valerii (1987)
- La croce dalle sette pietre, regia di Marco Antonio Andolfi (1987)
- Cronaca nera, regia di Faliero Rosati (1987)
- Mia moglie è una bestia, regia di Castellano e Pipolo (1988)
- Stradivari, regia di Giacomo Battiato (1988)
- La bocca, regia di Luca Verdone (1990)
- Chiedi la luna, regia di Giuseppe Piccioni (1991)